# Эйлвин, Патрисио
Патри́сио Э́йлвин Асо́кар (исп. Patricio Aylwin Azócar, 26 ноября 1918, Винья-дель-Мар, Чили — 19 апреля 2016, Сантьяго, Чили) — чилийский государственный и политический деятель христианско-демократического толка, президент Чили (1990—1994).

## Биография

### Ранние годы, образование, научно-преподавательская деятельность
Родился в пригороде крупного города Вальпараисо, был старшим ребёнком среди пяти детей своих родителей. Его отец был видным адвокатом и судьей, который занимал пост председателя Верховного суда. Имел отчасти ирландское и баскское происхождение.
В 1943 году он окончил юридический факультет Чилийского университета. В период обучения был помощником на кафедрах процессуального права и гражданского права, редактором журнала «Mástil».
В 1944 году начал работать в качестве адвоката. С 1944 по 1948 год являлся секретарем Комиссии Верховного суда, которой была поручена разработка Кодекса законов о судоустройстве.
В 1946—1967 годах являлся доцентом кафедры административного права Чилийского университета, а с 1950 года — профессором. В 1967 году был назначен деканом юридического факультета Чилийского университета.
11 января 1995 года он был назначен почетным профессором Чилийского университета.
C 1952 по 1960 год был доцентом в Папском Католическом университете Чили в Сантьяго. Одновременно являлся профессором гражданского права и политической экономии Национального института имени генерала Хосе Мигеля Карреры (1946—1963). В 1949—1954 годах занимал пост Чилийского института законодательных исследований.
С 1953 по 1957 год был советником Ассоциации адвокатов Чили, с 1985 по 1986 год — ее вице-президентом. Являлся почетным членом Чилийского института административного права, созданного в 2000 году.

### Политическая карьера до военного переворота в Чили
В 1945 году впервые баллотировался в Палату депутатов, но не был избран. В том же году вступил в партию «Национальная фаланга», сотрудничал с её изданием «Política y Espíritu». В 1947—1948 годах и 1950 году избирался первым заместителем председателя партии. На парламентских выборах 1949 года вновь потерпел поражение.
Выступил одним из основателей крупнейшей в Чили Христианско-демократической партии. В 1950—1960 годах избирался председателем Христианско-демократической партии. В последующие три десятилетия ещё шесть раз занимал этот пост.
С 1965 года — сенатор, в 1971—1972 годах — председатель сената. В 1971 году стал членом Специальной комиссии по реформе Сената. В 1969 году он возглавлял делегацию Чили на Генеральной Ассамблее Организации Объединенных Наций и председательствовал на ней вместе с У Таном.
Являлся близким сторонником Эдуардо Фрея Монтальвы и одним из наиболее активных противников правительства Народного единства, возглавляемого Сальвадором Альенде. В этом качестве был одним из руководителей «Конфедерации за демократию» — альянса, образованного христианскими демократами и Национальной партией, а также рядом других оппозиционных сил. 17 августа 1973 года и по просьбе кардинала Рауля Сильвы Энрикеса он провёл переговоры с президентом Альенде, чтобы достичь соглашения, которое положило бы конец политическому кризису.
В марте 1973 года был переизбран в Сенат. Его полномочия как сенатора были прекращены после государственного переворота 11 сентября 1973 года, который был поддержан Фреем и Эйлвином (полагавшими, что военная хунта уступит власть гражданскому правительству, как это уже было после подавления военными Социалистической республики Чили).

### Политическая карьера после военного переворота в Чили
За несколько месяцев до переворота он фактически потворствовал вмешательству вооруженных сил, уверяя в августе 1973 года, что между марксистской диктатурой и диктатурой военных выбрал бы вторую. 
После захвата власти в Чили генералом Аугусто Пиночетом Национальный Конгресс Чили был распущен, все партии в стране запрещены. С 1973 по 1976 год возглавлял Христианско-демократическую партию. В 1977 году вместе с рядом известных юристов создал рабочую группу для разработки предложений относительно будущей институционализации. В 1978 году ее представительство было расширено и получило название «Группа конституционных исследований», также называемая «Группа 24». Это был первый опыт объединения юристов различных демократических политических течений. Политик был избран ее вице-президентом. 
С 1980 года Патрисио Эйлвин возглавил борьбу оппозиции за демократические выборы в стране, отвергнув новую Конституцию страны, предложенную военной хунтой. 
В 1982 году он вернулся в руководство христианских демократов в качестве заместителя председателя партии. С этой позиции участвовал в формировании «Демократического альянса», по предложению католической церкви выступил создателем Объединения партий за демократию (Concertación de los Partidos por la Democracia).
В 1987—1989 годах вновь занимал пост председателя ХДП. Участвовал в переговорах с тогдашним президентом Аугусто Пиночетом для выработки 54 поправок к Конституции 1980 года, получивших одобрение на референдуме 1989 года и ставших первым шагом на пути к мирному переходу к демократии. 
В 1988 году ХДП создала совместно с Социалистической партией Чили и другими партиями Коалицию партий за демократию (КПД), которая на выборах 1989 года выдвинула его кандидатом в президенты. И хотя процесс выбора единого оппозиционного кандидата был омрачен обвинениями в мошенничестве в пользу Эйлвина, получившего название «Карменгагейт», политик победил в ходе голосования, набрав 55 % голосов и стал первым демократически избранным президентом Чили после диктатуры Пиночета.

### На посту президента Чили
Среди одного из ключевых шагов его администрации выделяется создание Национальной комиссии по установлению истины и примирению под председательством юриста и бывшего депутата Рауля Реттига, который в марте 1991 года обнародовал так называемый «Отчет Реттига», направленный на восстановление национального единства и раскрытие основных механизмов нарушения прав человека в годы правления военной хунты. В то же время была создана новая спецслужба Координационный совет общественной безопасности под руководством социалиста Марсельо Шиллинга, сумевшая в относительно короткий срок нейтрализовать ультралевое террористическое подполье.
В эти годы экономика Чили находилась на подъеме, и ее рост составлял порядка 7 % в год, что, в частности, позволило более чем одному миллионы чилийцев выйти за черту бедности. Эта политика получила название «рост с участием капитала». Произошло значительное снижение инфляции (в два раза до 12,7 %), безработица сократилась до 4,5 %, а уровень сбережений не опускался ниже 24 %, также наблюдался заметный приток иностранных инвестиций.
Были приняты законы, направленные на поддержку коренных народов, создана Национальная корпорация развития коренных народов (Conadi).
На посту президента политик реализовывал стратегию укрепления экономического взаимодействия в рамках Латиноамериканской ассоциации интеграции (ALADI), прежде всего через заключение двусторонних тарифных соглашений. В рамках государственных визитов главы государство происходило возвращение Чили на международную арену после более чем десятилетнего периода вынужденной изоляции. Во главе чилийской делегации принимал участие в XXI Генеральной Ассамблее Организации американских государств (ОАГ) в июне 1991 года и VII совещании Группы Рио в октябре 1993 года.
На следующих выборах в 1993 году ХДП выдвинула кандидатом в президенты Эдуардо Фрея.

## Семья
Был женат на Элеоноре Ойарсун Иванович, в их семье пятеро детей (три дочери и два сына). Дочь Мариана (р. 1949) — министр образования (2000—2003) в администрации президента Рикардо Лагоса.

## Факты
- Патрисио Эйлвину принадлежит рекорд по продолжительности жизни среди всех президентов Чили.